# Cárcel Modelo de Caracas
La Cárcel Modelo de Caracas fue una cárcel pública en Venezuela conocida por sus presos políticos, principalmente durante la dictadura militar y sus condiciones precarias.

## Historia
La construcción de la Cárcel Modelo de Caracas se aprueba durante la presidencia de Eleazar López Contreras en 1938 como parte del Plan Trienal y con el propósito de la reeducación de los detenidos, después la aprobación de la Ley de Régimen Penitenciario en 1937, junto con el Cuartel Urdaneta, la urbanización Propatria, la Casa del Obrero y los depósitos del Ministerio de Obras Públicas en El Amparo, los que luego serían sede de la cárcel de El Junquito. El costo de La Modelo fue de Bs. 2.500.000, con 362 celdas para igual número de detenidos; su diseño estuvo a cargo de Luis Eduardo Chataing y fue inaugurada por Isaías Medina Angarita en 1941.
Al principio, la cárcel contó con una empresa de fabricación de muebles, porque los reclusos debían pagar los costos de su manutención. En 1943 se crea una cooperativa, una caja de ahorros y un salón de teatro donde se proyectaban películas. En 1948 se nombró como directora del pabellón de mujeres a América Delia Alemán, una joven alcaldesa. Durante la dictadura militar albergó entre 400 a 700 presos políticos.

## Demolición
La Cárcel Modelo fue demolida el 9 de noviembre de 1983 durante el gobierno de Luis Herrera Campíns para permitir la construcción del Metro de Caracas.